# アルカイダ (音楽ジャンル)
アルカイダは、アフリカ・ガーナ発祥の音楽のジャンル・ダンスの種類である。アゾントブームの後を継ぐように2013年後半頃から流行が広がった。

## 歴史
2013年ガーナのラッパーGURUがリリースした「Boys Abr3 (3はEに近い音)」が起源といわれ、テンポがスローダウンしていることからガーナの音楽シーンの中でもヒップホップ・レゲエ要素の強いアーティスト達がこぞってそのスタイルでの曲をリリースし始める。
”Al Kayida (Kaida)” もしくは“Al Qaeda”等と綴られるが、その名前はイスラム過激派組織とは関係が無く、民族グループ・アシャンティの言語チュイで疲れた男子を意味する「Akayida」=「Boys Abr3」に由来している。GURU自身はその名前は「AKAYIDA（アカイダ）」がより近いと語っている。
2014年にラッパーSarkodieがシンガーのCastroをフィーチャーしリリースした「Adonai (Remix)」が、Castroの不可解な失踪も重なり、世界各地 (とりわけ大きいガーナ人コミュニティの存在するイギリスに於いて)で広く話題になる。ガーナでもヒップライフのアーティストやプロデューサーも参入するようになった。
2015年にはナイジェリアのラガ・アーティストPATORANKINGがガーナのDJ BREEZYをプロデューサーに迎え「My Woman,My Everything Ft. Wande Coal」をリリース、大ヒットさせる。アフリカ最大の音楽産業を持つ国での大ヒットに伴いナイジェリアのプロデューサーもこぞって「アルカイダ」スタイルの曲（もしくはそれとBPMが合う曲）を多くリリースしはじめる。結果としてアフリカ各地でスタイルの相似した曲が多く作られているようになった。

## 音楽の特徴
基本は電子音楽である。「アゾント」からテンポをbpm120程にスローダウンさせ、「アフリカ音楽基本のリズム」を強いハンドクラップ・又は強いスネア音で強調させたドラムパターンが際立った特徴である。従来のヒップライフとは異なり、アゾントで多く見られたような暗くアンビエントなメロディーが多い。

## ダンス
多くの振り付けが、日常生活の動きを取り入れたアゾントからのものを流用している。ただし、アゾントで大流行した「ツイスト＆ポインティング・フィンガー」は少なくなっており、テンポに合うような両腕を前後に振ったり、足をストンプさせる動きが多くなった。以前同様、ワイニー等のレゲエダンスやトゥワーク等のヒップホップダンスから取り入れた動きも多い。